# Gallatin megye (Montana)
Gallatin megye az Amerikai Egyesült Államokban, azon belül Montana államban található. Megyeszékhelye és legnagyobb városa Bozeman. Lakosainak száma 118 960 fő (2020. április 1.). Gallatin megye Broadwater, Fremont, Meagher, Jefferson, Madison, Park, Park és Teton megyékkel határos.

## Népesség
A megye népességének változása:
| Lakosok száma | 89 587 | 91 336 | 92 665 | 94 720 | 100 739 | 118 960 |
|               | 2010   | 2011   | 2012   | 2013   | 2015    | 2020    |